# Bonfield, Illinois
Bonfield är en ort (village) i Kankakee County i Illinois. Vid 2010 års folkräkning hade Bonfield 382 invånare.